# Christian Johann Friedrich Peters
Christian Johann Friedrich Peters (* 1822; † 12. Dezember 1889 in Wustrow) war ein deutscher Lehrer an der Großherzoglichen Mecklenburgischen Navigationsschule in Wustrow und Autor der ersten historisch zusammenhängenden Darstellung des Fischlandes.

## Leben
Peters unterrichtete von 1850 bis 1884 an der Navigationsschule die Fächer Deutsch und Mathematik. Ihm war es ein Dorn im Auge, dass die bislang veröffentlichten Schriften über das Fischland nach seiner Bewertung unvollständig und fehlerhaft waren. Daraufhin recherchierte er selbst und veröffentlichte 1862 im Selbstverlag „Das Land Swante Wustrow oder das Fischland“. Es gilt als das erste Heimatbuch der Region. 1884 erschien eine zweite, 1926 eine dritte Auflage.

## Schriften
- Das Land Swente-Wustrow oder das Fischland. Eine Geschichtliche Darstellung. Wustrow 1862 (Digitalisat)